# Hipopotomonstrosesquipedaliofòbia
La hipopotomonstrosesquipedaliofòbia és una por irracional a la lectura o pronunciació de paraules llargues o complicades. Es caracteritza per una aversió o un especial nerviosisme al moment d'entrar en discussions en les quals s'utilitzin paraules llargues o d'ús poc comú (especialment converses científiques, mèdiques, tècniques…), així com pel fet d'intentar evitar paraules estranyes al vocabulari col·loquial.
Aquesta fòbia pot ser causada per la por a pronunciar incorrectament la paraula, ja que això representa per a la persona una possibilitat de quedar en desavantatge o ser vist com a algú dèbil davant dels seus iguals.

## Etimologia
Aquesta paraula es forma de la manera següent:
- La paraula deriva del grec hipopoto que s'empra per indicar gran amb relació a la paraula grega per a designar hipopòtam (que al seu temps deriva de les paraules gregues hippo- "cavall" i potam-os "riu", de manera que la paraula originalment significaria "cavall de riu").
- monstros és una paraula llatina que indica "monstruós".
- sesquipedali és una forma mutilada de "sesquipedalian" que significaria paraula llarga (literalment "un peu i mig de llarg" en llatí).
- fòbia significa por.

Observeu que, en grec, hippo-pote podria significar "un cavall del vol" o "un cavall que bevia" (segons com es llegeixi), però mai no podria significar un hipopòtam. Així doncs, aquesta composició compta amb molts errors i solecismes des del punt de vista de la morfologia grega, per la qual cosa és dubtós si aporta gaire significat.